# V-Ray
V-Ray ist ein kommerzieller Renderer für 3D-Grafiksoftware. Er wird von Chaos Group entwickelt, einem 1997 gegründeten Unternehmen mit Hauptsitz in Sofia, Bulgarien. V-Ray wird im Bereich Visual Effects, Werbung, Design und Architektur eingesetzt. Der Renderer wird als Plug-in für diverse 3D-Grafikpakete oder als Standalone als Kommandozeilenprogramm angeboten. Darüber hinaus gibt es ein Software Development Kit für die Anbindung weiterer Software.

## Überblick
V-Ray findet breite Verwendung bei der Erstellung Visueller Effekte für Spielfilm- und Serienproduktionen, darunter Doctor Strange, The First Avenger: Civil War und Game of Thrones.
Aktuell wird V-Ray für folgende 3D-Software-Pakete als Plug-in angeboten:
- 3ds Max
- Maya
- Cinema 4D
- Modo
- Nuke
- Katana
- SketchUp
- Rhino
- Revit
- Blender
- Houdini FX

## Auszeichnungen
Im Rahmen der Oscarverleihung 2017 wurde Vladimir Koylazov ein Mitbegründer von Chaos Group, mit dem Oscar für Wissenschaft und Entwicklung für das Konzept, Design und Implementierung von V-Ray ausgezeichnet.